# MIRACLE MILLION!
「MIRACLE MILLION！」（ミラクル ミリオン）は、2014年10月29日にランティスから発売されたシングル。

## 概要
スクウェア・エニックスのスマートフォンゲーム『唯一性ミリオンアーサー』のテーマソングとして使用された。ジャケットには、ランスロット、ガウェイン、マビノギオン、トリスタンの４人が描かれている。
CDジャーナルは、「人気キャラクターによる甘い声や可愛らしい声が炸裂した疾走感たっぷりのキラキラ・ポップ」と評価している。

## 収録曲
1. MIRACLE MILLION！
歌 - ランスロット(CV.赤﨑千夏)、ガウェイン(CV.大久保瑠美)、マビノギオン(CV.南條愛乃)、トリスタン(CV.久保ユリカ)
2. MIRACLE MILLION！（Off Vocal）